# Ува-Тукля
Ува́-Тукля́ (рос. Ува-Тукля) — село у складі Увинського району Удмуртії, Росія.

## Населення
Населення — 855 осіб (2010; 816 в 2002).
Національний склад станом на 2002 рік:
- удмурти — 52 %
- росіяни — 46 %

## Урбаноніми[3]
- вулиці — 60 років Жовтня, Будівельна, Гагаріна, Добровольська, Добровольського, Дорожня, Дружби, Жовтнева, Квіткова, Лісова, Миру, Молодіжна, Нагірна, Польова, Садова, Селищна, Удмуртська, Ювілейна